# 方任利莎
方任利莎（英語：Lisa Fong，1934年8月26日－），人称方太，原名任履中，籍貫江蘇宜興，生於北京，於1948年移居香港；「利莎」是她在香港讀書時改的；她是香港烹饪電視节目主持。。
2024年，她以90歲之高齡重現螢幕前。

## 个人经历
- 1970年代，方任利莎於香港家政中心擔任烹飪導師；後轉往超群家政中心任教。因超群家政中心的導師會輪流代替李曾超群在麗的電視婦女節目《下午茶》主持烹飪環節，方任利莎開始在電視上教烹飪。
- 1979年，《下午茶》獲超群家政中心贊助，方任利莎加入主持烹飪環節。
- 1982年，方任利莎加入亚洲电视综合性家庭节目《午間小敘》（後改名為《方太生活广场》）主持烹饪栏目。
- 1984年，方任利莎开始从事杂志工作。
- 1985年，方任利莎应新加坡廣播局（新传媒私人有限公司前身）聘请为電視烹饪节目《美味佳肴》主持，此节目亦是大受欢迎。
- 1989年，方任利莎加盟《方太世界》家庭杂志，并撰写了食谱多本，很受欢迎。
- 1992年，亞洲電視設立以「方太」二字命名的節目《方太生活廣場》及《方太美食廣場》，均由方任利莎主持。衛視中文台向亞洲電視購買《方太生活廣場》及《方太美食廣場》的亞洲播映權，以普通話配音加自製繁體中文字幕，向全亞洲播出。英國歐洲東方中文電視（CNE）向亞洲電視購買《方太生活廣場》的歐洲播映權，向全歐洲播出。
- 1997年，方任利莎受金宝汤亚洲有限公司邀请，担任亚洲电视烹飪节目《史云生料理天王》主持。
- 2003年，曾有報章報導，方任利莎表示自己患上糖尿病[6]。
- 2011年，方任利莎開始在香港數碼廣播有限公司數碼大聲台與女兒及Bobo於星期日16:00-18:30主持《方太出馬》。
- 2012年2月13日，方任利莎接受亞洲電視清談節目《亞視百人》訪問[7]，同年5月開設個人facebook專頁。

## 家庭
方任利莎育有5名子女。長女方珍妮於1980年代參加麗的電視《慧眼識新星》出道，同期當選的藝人還有顧紀筠、倪詩蓓和莫少聰等；方珍妮甫出道便在《風塵淚》中做主角，拍檔為朱江；惟只演出過一兩部電視劇就退出娛樂圈。次女方安妮是退休警司，其夫為退休香港警務處助理處長黃敦義。

## 電視節目（麗的電視/亞洲電視）
- 《下午茶》
- 《午間小敘》
- 《方太生活廣場》暨《方太美食廣場》
- 《史雲生料理天王》
- 《米飯料理天王》
- 《女人·Come－方太再起爐灶》

## 書籍作品
1. 《鮮果譜》明窗出版社，1992年，ISBN 9789623574587
2. 《方太食譜之微波爐(二)》明窗出版社，1993年，ISBN 9789623571784
3. 《方太派對食譜》明窗出版社，1993年，ISBN 9789623575805
4. 《方太西菜食譜之海鮮》明窗出版社，1994年，ISBN 9789623573511
5. 《摩登素食》明窗出版社，1994年，ISBN 9789623576789
6. 《方太食譜之一煮兩得》明窗出版社，1995年，ISBN 9789623577298
7. 《滋補美食》明窗出版社，1995年，ISBN 9789623572927
8. 《健康素食》明窗出版社，1995年，ISBN 9789623573771
9. 《方太保健食譜之糖尿病食譜》明窗出版社，1995年，ISBN 9789623575300
10. 《方太西菜食譜之扒類》明窗出版社，1995年，ISBN 9789623573245
11. 《方太精打細算食譜》明窗出版社，1995年，ISBN 9789623572088
12. 《方太精打細算食譜(二)》明窗出版社，1995年，ISBN 9789623572163
13. 《方太食譜之上海風味》明窗出版社，1995年，ISBN 9789623577687
14. 《海鮮海味美食譜(精)》萬里機構‧飲食天地，1995年，ISBN 9789621409867
15. 《珍藏本方太烹飪世界(第一輯)中西南北美食( 共4冊)(精)》萬里機構‧飲食天地，1995年，ISBN 9789621410672
16. 《色香味蔬果素菜(精)》萬里機構‧飲食天地，1995年，ISBN 9789621409874
17. 《世界風味家常菜(精)》萬里機構‧飲食天地，1995年，ISBN 9789621409898
18. 《方太食譜之花果菜》明窗出版社，1995年，ISBN 9789623571166
19. 《中國南北家鄉菜(精)》萬里機構‧飲食天地，1995年，ISBN 9789621409881
20. 《方太保健食譜之孕婦美食》明窗出版社，1995年，ISBN 9789623572767
21. 《方太兒童食譜》明窗出版社，1995年，ISBN 9789623575485
22. 《營養及滋補佳品(精)》萬里機構‧飲食天地，1995年，ISBN 9789621410115
23. 《粥粉麵飯與靚湯(精)》萬里機構‧飲食天地，1995年，ISBN 9789621410108
24. 《巧手主婦招牌菜(精)》萬里機構‧飲食天地，1995年，ISBN 9789621410139
25. 《款款精家常小菜》萬里機構‧飲食天地，1995年，ISBN 9789621410122
26. 《方太食譜之簡易微波爐》明窗出版社，1996年，ISBN 9789623578363
27. 《方太食譜之豬牛羊》明窗出版社，1996年，ISBN 9789623570787
28. 《方太快趣食譜》明窗出版社，1996年，ISBN 9789623574877
29. 《三文魚》零至壹出版，1996年，ISBN 9789626830147
30. 《方太食譜之開胃美食》明窗出版社，1996年，ISBN 9789623578707
31. 《方太家庭美食(CD-ROM附家庭美食錦囊一冊)》萬里機構‧萬里書店，1997年，ISBN 9789621412188
32. 《方太保健食譜之減肥美食》明窗出版社，1997年，ISBN 9789623571265
33. 《方太食譜之雞鴨鵝》明窗出版社，1997年，ISBN 9789623570947
34. 《方太套餐食譜之愛的食譜》明窗出版社，1997年，ISBN 9789623579209
35. 《方太快趣食譜(二)之宴客菜》明窗出版社，1997年，ISBN 9789623576345
36. 《方太食譜之湯與羹》明窗出版社，1997年，ISBN 9789623571593
37. 《方太食譜之水煮美食》明窗出版社，1997年，ISBN 9789623579605
38. 《方太食譜之簡易煲仔菜》明窗出版社，1997年，ISBN 9789623578851
39. 《方太套餐食譜之三式套餐》明窗出版社，1997年，ISBN 9789623577977
40. 《方太食譜之豐衣粥食》明窗出版社，1997年，ISBN 9789629730086
41. 《方太套餐食譜之三餸一湯》明窗出版社，1997年，ISBN 9789623574396
42. 《方太食譜之喜蝦大笑》明窗出版社，1997年，ISBN 9789629730222
43. 《方太食譜之糕餅點》明窗出版社，1997年，ISBN 9789623573023
44. 《方太食譜之富貴有魚》明窗出版社，1997年，ISBN 9789629730420
45. 《方太食譜之健康素食(二)》明窗出版社，1997年，ISBN 9789623574228
46. 《方太食譜之甜品篇》明窗出版社，1997年，ISBN 9789623574723
47. 《方太食譜之魚蝦蟹》明窗出版社，1997年，ISBN 9789623570442
48. 《方太食譜之步步糕陞》明窗出版社，1998年，ISBN 9789629730796
49. 《方太食譜之微波爐》明窗出版社，1998年，ISBN 9789623571043
50. 《方太保健食譜之低膽固醇美食》明窗出版社，1998年，ISBN 9789623572361
51. 《方太食譜之粥麵飯》明窗出版社，1998年，ISBN 9789623572545
52. 《方太套餐食譜之單身貴族》明窗出版社，1998年，ISBN 9789623575065
53. 《方太入廚錦囊》萬里機構‧飲食天地，1998年，ISBN 9789621414434
54. 《方太食譜之家常湯水》明窗出版社，1998年，ISBN 9789629731618
55. 《方太食譜之五十元三味》明窗出版社，1998年，ISBN 9789629731731
56. 《怎樣用超市材料做菜(精)》萬里機構‧飲食天地，1999年
57. 《方太食譜之小本經營菜式》明窗出版社，1999年，ISBN 9789629732608
58. 《方太108家庭套餐集》養德堂
59. 《方太108精選食譜(一)》養德堂，1999年
60. 《方太108精選食譜(二)》養德堂，1999年
61. 《方太108 Vol.3 家庭套餐集(再版)》養德堂，1997年
62. 《方太108 Vol.6-現代養生譜(精)》養德堂，1999年
63. 《方太108 Vol.7-鮮果美點妙飲(精)》養德堂，1999年
64. 《方太108 Vol.9 東西南北風味菜》養德堂，1997年
65. 《方太108 Vol.10 百變家常益食篇(精)》養德堂
66. 《方太108 Vol.11 家庭健康素菜譜(精)》養德堂
67. 《方太108 Vol.12 小食美點糖水篇(精)》養德堂
68. 《方太教你煲靚湯》萬里機構‧飲食天地，1999年，ISBN 9789621417145
69. 《方太食譜之知慳識儉菜式》明窗出版社，1999年，ISBN 9789629733476
70. 《方太快趣食譜(三)之家常菜》明窗出版社，2000年，ISBN 9789629733926
71. 《方太食譜之無糖美食》明窗出版社，2000年，ISBN 9629734958
72. 《輕鬆巧製糕點甜品》萬里機構‧飲食天地，2001年，ISBN 9789621419392
73. 《鮑參翅肚燕窩食譜》萬里機構‧飲食天地，2001年，ISBN 9789621419422
74. 《方太食譜之四季煲煲好》明窗出版社，2001年，ISBN 9789629734978
75. 《方太每週平靚正食譜(一)》明窗出版社，2001年，ISBN 9789629736378
76. 《方太每週平靚正食譜(二)》明窗出版社，2001年，ISBN 9789629736385
77. 《方太每週平靚正食譜(三)》明窗出版社，2001年，ISBN 9789629736422
78. 《方太每週平靚正食譜(四)》明窗出版社，2001年，ISBN 9789629736439
79. 《方太每週平靚正食譜(五)》明窗出版社，2001年，ISBN 9789629736446
80. 《方太每週平靚正食譜(六)》明窗出版社，2001年，ISBN 9789629736453
81. 《方太簡易賀年糕點》明窗出版社，2001年，ISBN 9789629736514
82. 《兩菜一湯精選(1)》萬里機構‧飲食天地，2002年，ISBN 9789621422330
83. 《經濟家庭套餐(2)》萬里機構‧飲食天地，2002年，ISBN 9789621422323
84. 《方太食譜之三十分鐘靚湯羹》明窗出版社，2002年，ISBN 9789629737283
85. 《方太食譜之三十元開飯》明窗出版社，2002年，ISBN 9789629737269
86. 《方太食譜之麵麵俱全》明窗出版社，2002年，ISBN 9789629737276
87. 《方太新年易發食譜》明窗出版社，2002年，ISBN 962973656X
88. 《方太與亞玲系列－－巧手煮幾味》海濱圖書，2006年，ISBN 9789882024335
89. 《在家宴客50招》海濱圖書，2007年，ISBN 9789882024601
90. 《方太與亞玲－－快趣煮餐飯》海濱圖書，2007年，ISBN 9789882025318
91. 《方太與亞玲－－輕鬆煲靚湯》海濱圖書，2008年，ISBN 9789882025691
92. 《方太與亞玲－－平靚煮一餐》海濱圖書，2009年，ISBN 9789882026308
93. 《方太與亞玲－－三步煮好餸》海濱圖書，2009年，ISBN 9789882026315
94. 《生命裡的家常便飯——方任利莎的甜酸苦辣》三聯書店(香港)，2010年，ISBN 9789620428951